# La Poupée de chair
Pour les articles homonymes, voir Baby Doll.
Pour plus de détails, voir Fiche technique et Distribution.
La Poupée de chair (Baby Doll) est un film américain réalisé par Elia Kazan, sorti le 18 décembre 1956.
Il s'agit d'une adaptation de la pièce Vingt-Sept Remorques pleines de coton (Twenty-Seven Wagon Loads of Cotton) de Tennessee Williams.

## Synopsis
Dans le delta du Mississippi, Archie Lee Meighan, propriétaire d'égreneuses de coton d'âge moyen et bigot, est marié depuis deux ans à la jolie et naïve Baby Doll Meighan, une « poupée de chair » âgée de 19 ans. Archie Lee attend impatiemment le vingtième anniversaire de sa jeune épouse, date à laquelle, en vertu d'un accord préalable avec son père aujourd'hui décédé, le mariage pourra enfin être consommé. En attendant, elle dort dans un berceau, tandis qu’Archie occupant seul le lit conjugal et va souvent l'espionner à travers un trou dans le mur. Rose Comfort, la tante sénile de Baby Doll, vit également dans la maison, au grand dam d'Archie.
Après avoir manqué à ses obligations de paiement envers une société de location de meubles en raison de la faillite de son égreneuse de coton, la quasi-totalité des meubles de la maison est saisie et Baby Doll menace de partir. Le concurrent d'Archie, un Américain d'origine sicilienne nommé Silva Vacarro, qui dirige un nouvel égreneur de coton plus moderne, s'est emparé de toutes les affaires d'Archie. Archie se venge en brûlant l'égreneuse de Vacarro cette nuit-là. Soupçonnant Archie d'être l'auteur de l'incendie, Vacarro se rend à la ferme le lendemain avec des camions de coton et propose à Archie Lee de l'égrener pour lui.
Archie demande à Baby Doll de recevoir Vacarro pendant qu'il supervise le travail, et tous deux passent la journée ensemble. Vacarro s'enquiert explicitement des allées et venues d'Archie la nuit précédente et lui fait des avances sexuelles. Lorsque Vacarro accuse carrément Archie d'avoir mis le feu à son égreneuse, Baby Doll va chercher Archie, mais il la gifle et part en ville pour acheter de nouvelles pièces pour son égreneuse. Vacarro réconforte Baby Doll et, après avoir sympathisé avec elle, la force à signer une déclaration sous serment reconnaissant la culpabilité d'Archie. Il fait ensuite une sieste dans le berceau de Baby Doll, puis il est invité à dîner à la demande de Baby Doll alors qu'un orage approche.
Archie, ivre et jaloux de l'intérêt romantique de Baby Doll pour Vacarro, dit avec colère à tante Rose qu'elle doit quitter la maison ; Vacarro lui propose immédiatement de vivre avec lui comme cuisinière, et Baby Doll et lui flirtent l'un avec l'autre et se moquent d'Archie. Après que Vacarro a confronté Archie avec la déclaration sous serment, Archie récupère son fusil de chasse et poursuit Vacarro à l'extérieur pendant que Baby Doll appelle la police.
La police arrive et Archie est arrêté lorsque Vacarro lui présente la déclaration sous serment. Vacarro quitte alors la ferme en disant à Baby Doll qu'il reviendra le lendemain avec plus de coton. Alors qu'Archie est emmené par la police et qu'il fait remarquer que c'est l'anniversaire de Baby Doll, cette dernière et sa tante Rose retournent à l'intérieur de la maison pour attendre le retour de Vacarro.

## Fiche technique
- Titre : La Poupée de chair ou Vingt-Sept Remorques pleines de coton[1]
- Titre original : Baby Doll
- Réalisation : Elia Kazan
- Scénario : Tennessee Williams
- Production : Elia Kazan et Tennessee Williams, d'après la pièce Vingt-Sept Remorques pleines de coton (Twenty-Seven Wagon Loads of Cotton) de ce dernier
- Musique : Kenyon Hopkins
- Photographie : Boris Kaufman
- Costumes : Anna Hill Johnstone
- Montage : Gene Milford
- Pays d'origine : États-Unis
- Langue : anglais
- Format : Noir et blanc - Mono
- Genre : Comédie noire
- Durée : 114 minutes
- Date de sortie : 18 décembre 1956
- Affiches : Macario Gómez Quibus (Espagne), Bill Gold (États-Unis)

## Distribution

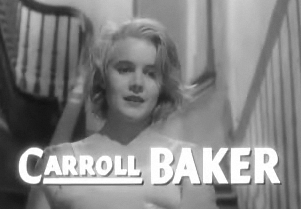
Carroll Baker dans le personnage de la poupée de chair.

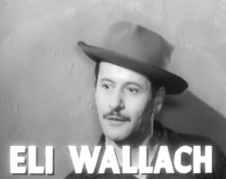
Eli Wallach dans le rôle de Silva Vacarro.

- Karl Malden (VF : Robert Dalban) : Archie Lee Meighan
- Carroll Baker (VF : Jeanine Freson) : la « poupée de chair » Meighan (Baby Doll en VO)
- Eli Wallach (VF : Raymond Loyer) : Silva Vacarro
- Mildred Dunnock (VF : Lita Recio) : Tante Rose Comfort
- Lonny Chapman (VF : Jean Clarieux) : Rock
- Eades Hogue (VF : Pierre Leproux) : Shérif
- Noah Williamson (VF : Camille Guérini) : Député

## Autour du film
- Le film marque la première apparition au cinéma d'Eli Wallach et le premier rôle principal de Carroll Baker (découverte dans Géant), issus tous deux de l'Actors Studio. Karl Malden, lui, jouait déjà dans Un tramway nommé Désir en 1951 et Sur les quais en 1954.
- C'est le seul scénario original de Tennessee Williams écrit délibérément pour l'écran, bien qu'inspiré par deux pièces en un acte écrites dans les années 1940 : Twenty-seven Wagons Full of Cotton (Vingt-sept wagons remplis de coton) et The Unsatisfactory Supper, aussi connu sous le titre The Long Stay Cut Short (Le Long Séjour interrompu). L'écrivain refondra son scénario en une pièce de théâtre en 1978 qu'il intitulera Tiger Tail.
- Le 13 décembre 1956, le film est condamné par la Ligue pour la vertu. Kazan refusant toute coupe (contrairement à Un tramway nommé Désir, il a le droit de final cut), les boycotts des salles de cinéma, menés par les catholiques avec, en première ligne, le cardinal Spellman, s'intensifient et le film est finalement retiré des écrans dans le courant de l'année 1957.
- Une version théâtrale en français, adaptée par Pierre Laville et mise en scène par Benoît Lavigne, a été montée en 2009 au théâtre de l'Atelier, avec Mélanie Thierry, Xavier Gallais, Chick Ortega, Monique Chaumette et Théo Légitimus.
- Le film est condamné par les catholiques au Québec en 1956 et le Bureau de la censure lui retire plusieurs minutes[2].

## Récompenses et distinctions
- Golden Globe 1957 : Meilleur réalisateur.
- Oscars du cinéma 1957 : sélectionné dans les catégories, meilleure actrice, meilleure actrice de second rôle, meilleure photographie en noir et blanc, meilleur scénario.